# Plagideicta leprostica
Plagideicta leprostica är en fjärilsart som beskrevs av George Francis Hampson 1906. Plagideicta leprostica ingår i släktet Plagideicta och familjen nattflyn. Inga underarter finns listade i Catalogue of Life.